# 月球2号
月球2号是苏联于1959年9月12日发射的无人月球探测器。它是世界上第一个在月球表面硬着陆的航天器。1959年9月14日，月球2号在月球上墜毀。
月球2号的探测结果表明，月球没有磁场，且月球周围没有像范艾伦辐射带一样的辐射带。
在月球2号上携带了两枚刻有苏联国徽的装饰物。1959年9月15日，苏共中央第一书记赫鲁晓夫把一枚这种装饰物的复制品送给了美国总统艾森豪威尔。

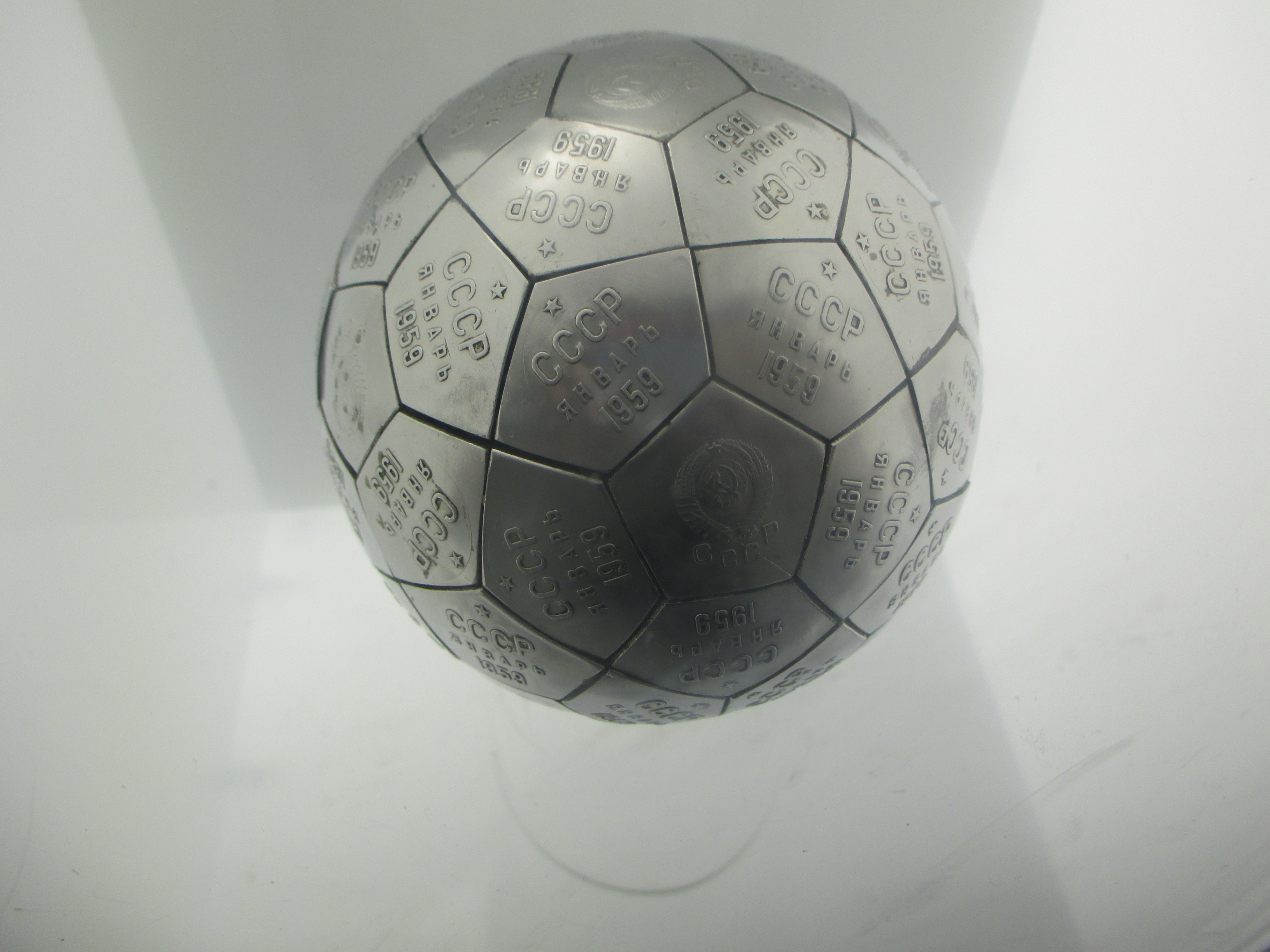
裝飾物複製品